# Lambda Coronae Australis
Lambda Coronae Australis (λ Coronae Australis, förkortat  Lambda CrA, λ CrA) som är stjärnans Bayerbeteckning, är en trippelstjärna belägen i den norra delen av stjärnbilden Södra kronan. Den har en skenbar magnitud på 5,11 och är synlig för blotta ögat där ljusföroreningar ej förekommer. Baserat på parallaxmätning inom Hipparcosuppdraget på ca 15,9 mas, beräknas den befinna sig på ett avstånd på ca 205 ljusår (ca 63 parsek) från solen.

## Egenskaper
Primärstjärnan Lambda Coronae Australis A är en blå till vit stjärna i huvudserien av spektralklass A0/1 V. Den har massa som är ca 2,2 gånger större än solens massa, en radie som är ca 2,2 gånger större än solens och utsänder från dess fotosfär ca 31 gånger mera energi än solen vid en effektiv temperatur av ca 8 700 K.
Följeslagaren Lambda Coronae Australis B, även känd som CD-38 13036B, är en stjärna av skenbar magnitud 9,6. Lambda Coronae Australis C, även känd som CD-38 13036C, är en annan följeslagare.